# Al Bayda (huyện)
Huyện Al Bayda là một huyện thuộc tỉnh Al Bayda', Yemen. Đến thời điểm năm 2003, huyện này có dân số 40289 người